# Благодарное (Тюльганский район)
Благода́рное — село в Тюльганском районе Оренбургской области. Административный центр Благодарновского сельсовета.

## География
Село находится на расстоянии примерно 26 км (по прямой) к юго-западу от посёлка Тюльган, административного центра района.

### Часовой пояс
Село Благодарное, как и вся Оренбургская область, находится в часовой зоне МСК+2. Смещение применяемого времени относительно UTC составляет +5:00.

## История
Село основано в 1900 году переселенцами из Самарской и Таврической губерний и Украины. В советское время работал колхоз «Рассвет».

## Население
| 2010 |
| ---- |
| 625  |

### Национальный состав
Согласно результатам переписи 2002 года, в национальной структуре населения русские составляли 72 % из 816 чел.